# Skol An Emsav
Skol An Emsav (Escola del Moviment) és un organisme de formació d'adults que dispensa classes nocturnes sobre bretó i història de Bretanya, principalment a Rennes i al Bro Roazhon. Léna Louarn dirigeix des de fa vint anys el centre d'ensenyament per a adults, però abans de 1981 era un moviment cultural força actiu a les viles bretones.

## Moviment cultural
Aparegué com la branca cultural d'Emsav Ar Bobl Vrezhon, aparell polític actualment desaparegut, que va respondre a l'expulsió de Youenn Olier i Pol Kalvez d'Emsav ar Stad Brezhon (ESB), per a crear una altra estructura força més vital, Skol An Emsav.
Pol Kalvez, Youenn Olier i Tangi Louarn, fundaren aquesta organització el 1970 de la que Imbourc'h en serà publicació oficiosa, però en la que aviat s'enfrontaren les dues generacions, una nacionalista i catòlica, que propugna clarament la necessitat de fornir l'escola per tal de formar una elit bretonòfona, i el sector més jove, amb Herbé Latimier, que s'inclina per unir-se al poble (donaren suport la vaga del Joint Français a Saint-Brieuc), orientada a l'esquerra, que rebutja l'herència cristiana (vegeu la revista satírica Yod Kerc'h) i defensa un bretó més popular i viu.
Des del 1968 va optar per la línia populista (per oposició a l'elitista de Gwalarn i Saded). Després del Congrés de Gwengamp 1972 de Skol an Emsav, Pol Kalvez va perdre la presidència i Youenn Olier se'n va distanciar.
Durant els anys 70 els militants de Skol an Emsav crearen "Gouel Ar Brezhoneg" en territori bretonòfon amb pocs recursos iintentant copiar l'Eistezvod del País de Gal·les, però l'experiment es va aturar el 1985.
El 1976 es crearen les escoles Diwan gràcies a un treball de preparació de membres de SAE, inspirades en les ikastoles basques i les yisgolion meithin gal·leses.
Bremañ és un mensual d'informacions generals en llengua bretona, creada el 1981 per Skol an Emsav, i després de molts anys gaudeix d'una estructura independent. Stourm ar Brezhoneg és una associació de dissidents de Skol An Emsav.

## Actualment
Skol An Emsav, amb base a Rennes, esdevingué després dels anys 1980 un organisme de formació que proposa cursos nocturns i estades lingüístiques.